# Saint-Jean-d'Arves
Saint-Jean-d'Arves és un municipi francès situat al departament de la Savoia i a la regió d'Alvèrnia-Roine-Alps. L'any 2007 tenia 243 habitants.

## Demografia

### Població
El 2007 la població de fet de Saint-Jean-d'Arves era de 243 persones. Hi havia 106 famílies de les quals 31 eren unipersonals (17 homes vivint sols i 14 dones vivint soles), 27 parelles sense fills, 34 parelles amb fills i 14 famílies monoparentals amb fills.
La població ha evolucionat segons el següent gràfic:
Habitants censats

### Habitatges
El 2007 hi havia 938 habitatges, 106 eren l'habitatge principal de la família, 824 eren segones residències i 9 estaven desocupats. 338 eren cases i 599 eren apartaments. Dels 106 habitatges principals, 63 estaven ocupats pels seus propietaris, 26 estaven llogats i ocupats pels llogaters i 17 estaven cedits a títol gratuït; 8 tenien una cambra, 19 en tenien dues, 27 en tenien tres, 19 en tenien quatre i 34 en tenien cinc o més. 74 habitatges disposaven pel capbaix d'una plaça de pàrquing. A 45 habitatges hi havia un automòbil i a 46 n'hi havia dos o més.

### Piràmide de població
La piràmide de població per edats i sexe el 2009 era:
| Homes | Edats   | Dones |
| ----- | ------- | ----- |
| 0     | 95 o +  | 0     |
| 0     | 90 a 94 | 0     |
| 0     | 85 a 89 | 0     |
| 0     | 80 a 84 | 0     |
| 8     | 75 a 79 | 8     |
| 4     | 70 a 74 | 12    |
| 8     | 65 a 69 | 8     |
| 0     | 60 a 64 | 0     |
| 0     | 55 a 59 | 0     |
| 8     | 50 a 54 | 8     |
| 12    | 45 a 49 | 0     |
| 24    | 40 a 44 | 16    |
| 8     | 35 a 39 | 4     |
| 4     | 30 a 34 | 8     |
| 4     | 25 a 29 | 8     |
| 12    | 20 a 24 | 8     |
| 4     | 15 a 19 | 12    |
| 0     | 10 a 14 | 8     |
| 12    | 5 a 9   | 0     |
| 0     | 0 a 4   | 8     |

## Economia
El 2007 la població en edat de treballar era de 161 persones, 140 eren actives i 21 eren inactives. De les 140 persones actives 139 estaven ocupades (76 homes i 63 dones) i 2 estaven aturades (2 dones i 2 dones). De les 21 persones inactives 10 estaven jubilades, 3 estaven estudiant i 8 estaven classificades com a «altres inactius».

### Ingressos
El 2009 a Saint-Jean-d'Arves hi havia 109 unitats fiscals que integraven 276 persones, la mediana anual d'ingressos fiscals per persona era de 18.033 €.

### Activitats econòmiques
Dels 74 establiments que hi havia el 2007, 1 era d'una empresa alimentària, 6 d'empreses de construcció, 7 d'empreses de comerç i reparació d'automòbils, 4 d'empreses de transport, 21 d'empreses d'hostatgeria i restauració, 1 d'una empresa financera, 9 d'empreses immobiliàries, 1 d'una empresa de serveis, 20 d'entitats de l'administració pública i 4 d'empreses classificades com a «altres activitats de serveis».
Dels 19 establiments de servei als particulars que hi havia el 2009, 1 era una oficina de correu, 3 paletes, 1 fusteria, 1 electricista, 1 empresa de construcció, 11 restaurants i 1 tintoreria.
Dels 8 establiments comercials que hi havia el 2009, 1 era una botiga de més de 120 m², 1 una fleca i 6 botigues de material esportiu.
L'any 2000 a Saint-Jean-d'Arves hi havia 19 explotacions agrícoles que ocupaven un total de 780 hectàrees.

## Equipaments sanitaris i escolars
El 2009 hi havia una escola elemental integrada dins d'un grup escolar amb les comunes properes formant una escola dispersa.

## Poblacions més properes
El següent diagrama mostra les poblacions més properes.